# Birgit Meineke
Birgit Meineke-Heukrodt (Oost-Berlijn, 4 juli 1964) is een Oost-Duits voormalig zwemster.

## Biografie
Meineke won tijdens de Europese kampioenschappen zwemmen 1981 de titel op de 4 x 100m vrije slag. In 1982 werd ze wereldkampioen op dat onderdeel als ook op de 4 x 100m wisselslag. Hoogtepunt van haar loopbaan waren de Europese kampioenschappen zwemmen 1983 waar ze zowel de 100m vrije slag, 200m vrije slag en in beide 4 x 100-nummers goud won. Ondanks haar sterke vorm behaalde ze geen medaille op de Olympische Spelen omdat Oost-Duitsland de Spelen van Los Angeles in 1984 boycotte.
Na haar loopbaan werd bekend dat Meineke deel uitmaakte van het Oostduitse dopingsysteem.
Ze trouwde met kanovaarder Olaf Heukrodt en werkte na haar sportloopbaan als arts.